# منتخب إسكتلندا تحت 19 سنة للكريكت
منتخب اسكتلندا تحت 19 سنة للكريكت هو ممثل اسكتلندا الرسمي في المنافسات الدولية في الكريكت
.